# Melechesh
Melechesh é uma banda de black metal vinda de Jerusalém, Israel, e Belém, Palestina, que hoje está baseada em Amsterdam, nos Países Baixos. Seus fundadores são etnicamente assírios e armênios (sediados há gerações na região). O nome Melechesh consiste em duas palavras hebraicas, מלך (melech, rei) e אש (esh, fogo). Formando assim "Rei do Fogo". A pronúncia correta é "Melerrésh" (com o RR forte, arranhando a garganta).  

## História
Ashmedi começou a banda com um projeto solo em 1993. No ano seguinte, o guitarrista Moloch e o baterista Lord Curse entraram na formação da banda. O interessante da banda, que a ajudou a crescer, foi criar um black metal incorporando influências baseadas principalmente nos temas mesopotâmicos/sumerianos e ocultos (Tanto musicalmente quanto na letra); a banda inventou o termo "metal mesopotâmico" para descrever melhor o tipo de metal tocado por eles.
Em 1995 a banda lançou sua demo As Jerusalem Burns... e a 7" EP "The Siege of Lachish" atraiu atenção tanto dos fãs de Metal quanto das autoridades locais. Melechesh foi acusada de "Cultuar forças sombrias" pelas autoridades da lei da cidade de Jerusalém, especialmente pela capa de um artigo de jornal que misturou alguns fatos. As acusações foram deixadas de lado.
Em 1996, A banda lançou o álbum As Jerusalem Burns...Al´Intisar numa gravadora de black metal americana, e então recrutou o baixista Al´Hazred completando a formação.
Por razões pessoais e profissionais, os membros da banda foram forçados a mudar para a França e Países Baixos em 1998. Lord Curse ficou em  Jerusalém e depois mudou-se para os Estados Unidos para continuar com seus estudos artísticos, fazendo com que a banda recrutasse um novo baterista. Proscriptor, do Absu, logo ocupou a posição, e daí em diante o Melechesh lançou dois álbuns: Djinn (2001) e Sphynx (2003). 
O quarto álbum do grupo, Emissaries, foi lançado em Outubro de 2006, disponível na Europa (Osmose Productions) e por "The End Records" nos Estados Unidos e no Canadá. Xul entrou no lugar de Proscriptor como o baterista principal. Então Proscriptor, já não mais na banda, relançou The Siege of Lachish na sua gravadora, Tarot Productions, no mesmo ano.
Em 2008 a banda assina com a grande Nuclear Blast e entra em estúdio para gravar seu quinto álbum The Epigenesis, que saiu em 2010.

## Discografia
Álbuns
- As Jerusalem Burns...Al'Intisar (1996)
- Djinn (2001)
- Sphynx (2003)
- Emissaries (2006)
- The Epigenesis (2010)
- Enki (2015)

EPs
- The Siege of Lachish (1995)
- The Ziggurat Scrolls (2004)
- Mystics of the Pillar II (2012)

Demo
- As Jerusalem Burns... (1995)

## Membros

### Actuais
- Ashmedi – vocais, guitarra, teclados e percussão  (1993–presente)
- Moloch – guitarra, buzuq  (1994-2013; 2014-presente)
- Lord Curse – bateria e percussão (1994-1999; 2014-presente)
- Scorpios – baixo, vocal de apoio  (2012–presente)

### Ex-integrantes
- Proscriptor – bateria, vocais, letras (em Djinn e Sphynx)  (1999-2005)
- Al´ Hazred – baixo,  vocais  (1996-2008)
- Xul - bateria e percussão (2006-2013) (2005-2013)
- Rahm  - baixo, vocal de apoio (2010-2011)
- Uusur - baixo (1995-1996)
- Thamuz - baixo (1995)
- Cimeries - teclado (1995)